# 哈密站

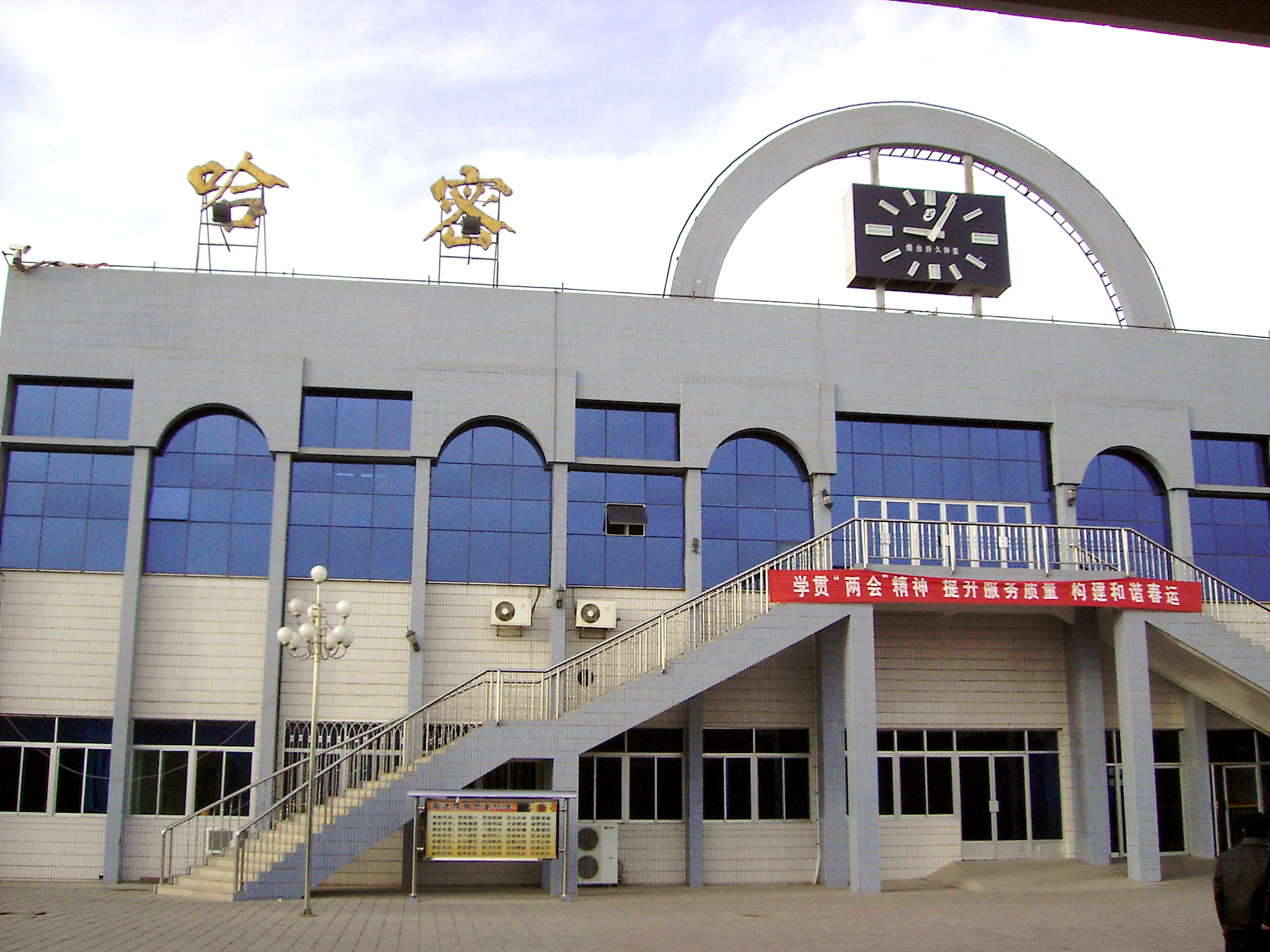
哈密站老站房

哈密站位于新疆维吾尔自治区哈密市伊州區天山北路，是兰新铁路和兰新客运专线的一个车站。距离兰州站1339公里，距上行车站红光站11公里，距下行车站火石泉站13公里。该站隶属乌鲁木齐铁路局。建于1959年，曾经是哈密铁路地区主要客货运站、兰新线上的区段站，规模混合式二级三场。2012年哈密站开始改造，货运列车技术作业迁往新建哈密货车南环线的哈密东站，而哈密南站则成为临时客运站，直至2014年11月19日哈密站重新启用。
2014年8月21日17点建设中的新站房着火。

## 车站结构
哈密站房建筑面积9997.56平米。候车室分为上下两层，设计旅客最高聚集人数为1500人：其中一层候车厅面积为2796平米，二层候车厅面积为2707平米。
哈密站为高速普速合场设计。其中客车场13股道，其中9条为客车到发线：包括动车到发线5条、普速列车到发线4条；另有地区车场6股道。